# Balatonfenyves
Balatonfenyves je obec v Maďarsku v župě Somogy. Obec se nachází na pobřeží Balatonu. Žije zde přibližně 2 000 obyvatel.